# 赤腳小子
《赤腳小子》是一部上映於1993年的香港電影，由杜琪峰執導，郭富城、張曼玉、狄龍、吳倩蓮等主演，翻拍自1975年武俠電影《洪拳小子》。。

## 劇情簡介
自幼家貧、大字不識的關豐曜（郭富城 飾），父親逝世後便前往省城投靠其父故交段青雲（狄龍 飾），一同在「四季織」當工人。省城內局勢動盪不平，「天龍坊」主人喀和布（曾江 飾）憑旗人身份獨霸一方，以選拔家丁打手的擂台，進而開設賭局熙攘不休。新任縣令袁天祐（張兆輝 飾）與華老師（秦沛 飾）欲剷除喀和布，卻苦無證據將他繩之以法。關豐曜巧遇「四季織」女主人白筱君（張曼玉 飾）和華老師之女小蓮（吳倩蓮 飾），原來段青雲為躲避追捕，改名換姓藏身染坊，並與白筱君產生了情愫；而小蓮與關豐曜，則因識文學字從書寫自己「名字」一事相互牽絆。

「天龍坊」一直不及「四季織」，含恨於心，不惜火燒「四季織」洩憤。然關豐曜因年少輕狂，單槍匹馬的前往擂台比武領賞，於是被喀和布誘騙，更佈局讓好友華小蓮之父死於自己手下，外加見識了笑貧不笑娼、有錢就是老大的城市文化後，價值觀扭曲從而越陷越深；除此之外，更將段青雲本是殺手的身份透露，使之被官府通緝。幸得袁天祐慧眼識英雄，欲借勢與之謀略對付「天龍坊」；誰知，段青雲不幸竟遭暗算，誤服毒酒，被喀和布等人以萬箭穿心身負重傷，迷途知返的關豐曜匆匆趕去救援，但為時已晚……
段青雲臨死前演繹關父的獨門武學教導關豐曜後身亡，關豐曜為了贖罪也以這套絕學殺進殺出，關豐曜寡難敵眾負傷累累，使盡最後力氣刺殺喀和布後因傷重乏力被喀和布手下亂刀砍死。事件結束後「四季織」老闆娘白筱君未婚懷了段青雲之子而遭街頭巷尾非議但甘之如飴，而未知關豐曜身亡的小蓮則是日夜期盼關豐曜能回來找她。

## 人物角色
| 演員   | 角色                 | 備註                                   | 粵語配音 |
| 郭富城 | 關豐曜               | 大字不識的鄉下憨直青年，喜歡小蓮。     | 陳嘉輝   |
| 狄龍   | 段青雲（化名：段南） | 殺手，關豐曜父親故交；與白筱君互有好感 | 黃志成   |
| 張曼玉 | 白筱君               | 「四季織」守寡女主人；與段青雲珠胎暗結 | 沈小蘭   |
| 吳倩蓮 | 華小蓮               | 私塾老師之女，喜歡關豐曜               | 吳小藝   |
| 曾江   | 喀和布               | 旗人，「天龍坊」主人；本片最大惡人     | 黃子敬   |
| 張兆輝 | 袁天祐               | 新任縣令，正義感極強                   | 陳欣     |
| 秦沛   | 華老師               | 私塾老師，小蓮之父                     | 楊廣培   |
| 阮令濤 | 師爺                 | 喀和布手下                             |          |
| 黃一飛 | 食店老闆             |                                        |          |

## 電影音樂
- 主題曲〈留下句號的面容〉

主唱：郭富城
填詞：小美
作曲：胡偉立
- 插曲〈等你回來〉

主唱：彭羚
作詞：小美
作曲：胡偉立
由年代國際（香港）有限公司供應

## 外部連結
- 開眼電影網上《江湖傳說》的資料（繁體中文）
- 豆瓣电影上《赤腳小子》的資料 （简体中文）
- 时光网上《赤腳小子》的資料（简体中文）
- AllMovie上《赤腳小子》的资料（英文）
- 爛番茄上《赤腳小子》的資料（英文）
- 香港影庫上《赤腳小子》的資料（繁體中文）
- 互联网电影数据库（IMDb）上《赤腳小子》的资料（英文）